# ۱۵ هادسون یاردز

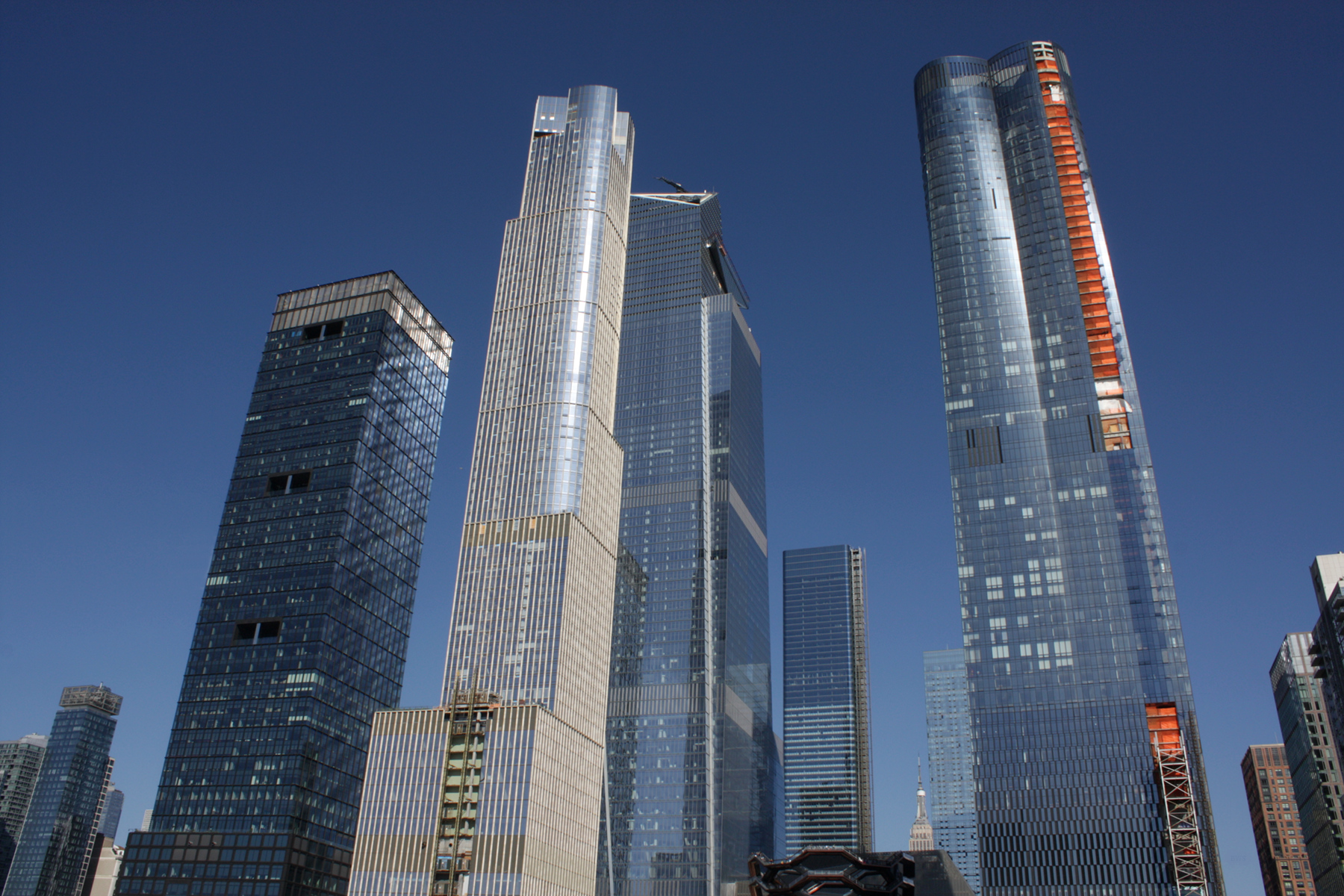
هادسون یاردز در جولای ۲۰۱۹

۱۵ هادسون یاردز (همچنین برج D) یک آسمان خراش با کاربری مسکونی در منطقه غربی منهتن است که در سال ۲۰۱۹ تکمیل شد. این ساختمان که در نزدیکی هلز کیچن، چلسی و منطقه ایستگاه پنسیلوانیا قرار دارد، بخشی از پروژه هادسون یاردز و طرحی برای توسعه مجدد محوطه‌های غربی سازمان حمل و نقل شهری است. مساحت کل طبقات آن ۸۰۰٬۰۰۰ فوت مربع (۷۴٬۰۰۰ متر مربع) است و ۷۰ طبقه دارد.